# Канал имени Варвация
Кана́л и́мени Варва́ция (до 2017 года — кана́л 1 Ма́я) — канал в Астрахани, соединяющий между собой два рукава Волги — Кутум и Царев.
Вместе с этими протоками и самой Волгой канал ограничивает безымянный остров, на котором находится самая центральная часть города. Канал начинается в районе Эллинга, проходит мимо Адмиралтейской косы, Белого города, Махалля и других «этнических» слобод и заканчивается в историческом районе Большие Исады.
От Кутума до Таможенного моста вдоль канала с обеих сторон проходит набережная 1 Мая, далее на юго-запад до Царёва — набережная Приволжского затона. Восточная половина берегов канала в основном застроена дореволюционными купеческими домами.

## История
Первое предложение прорыть в Астрахани канал от Кутума до Волги для осушения окружающей местности приписывается Петру I, посетившему город в 1722 году. Работы были начаты спустя двадцать два года, но прерваны из-за недостатка средств. Вопрос о проведении канала повторно поднимался в 1785 году по указанию императрицы Екатерины II. Окончательное решение было принято в 1809 году. Работы по строительству канала профинансировал астраханец греческого происхождения Иван Андреевич Варваци (Иоаннис Варвакис). Новый канал прокладывался с 1810 по 1817 год и получил название Астраханский, затем по указу от 31 декабря 1817 года стал Варвациевским. В 1838 году городскими властями был проведён ремонт канала, произведена планировка местности, на набережных посажены липы.
В 1920 году канал был переименован в честь Первого мая. В 2017 году объединён с Приволжским затоном и переименован в честь Варвация, но две его набережные сохранили свои старые названия.

## Мосты
Через канал переброшено 11 мостов: Ивановский, Троицкий, Земляной, Мечниковский, Варвациевский, Татарский, Адмиралтейский, Таможенный, мост Дружбы России и Азербайджана и два безымянных. Над каналом также проходит фрагмент Старого моста, который затем продолжается и пересекает Волгу.